# Atiye
Atiye Deniz Yılmaz, més coneguda com a Atiye Deniz, o simplement Atiye, amb el seu nom artístic, (Bremen, 22 de novembre de 1988) és una cantant pop turca. Es parla del nom d'Atiye com a possible participant de Turquia al Festival de la Cançó d'Eurovisió des del 2011.